# Papa Ibra Tall
Papa Ibra Tall (Tivaouane, 1935 – 2015) è stato un artista senegalese naturalizzato francese.

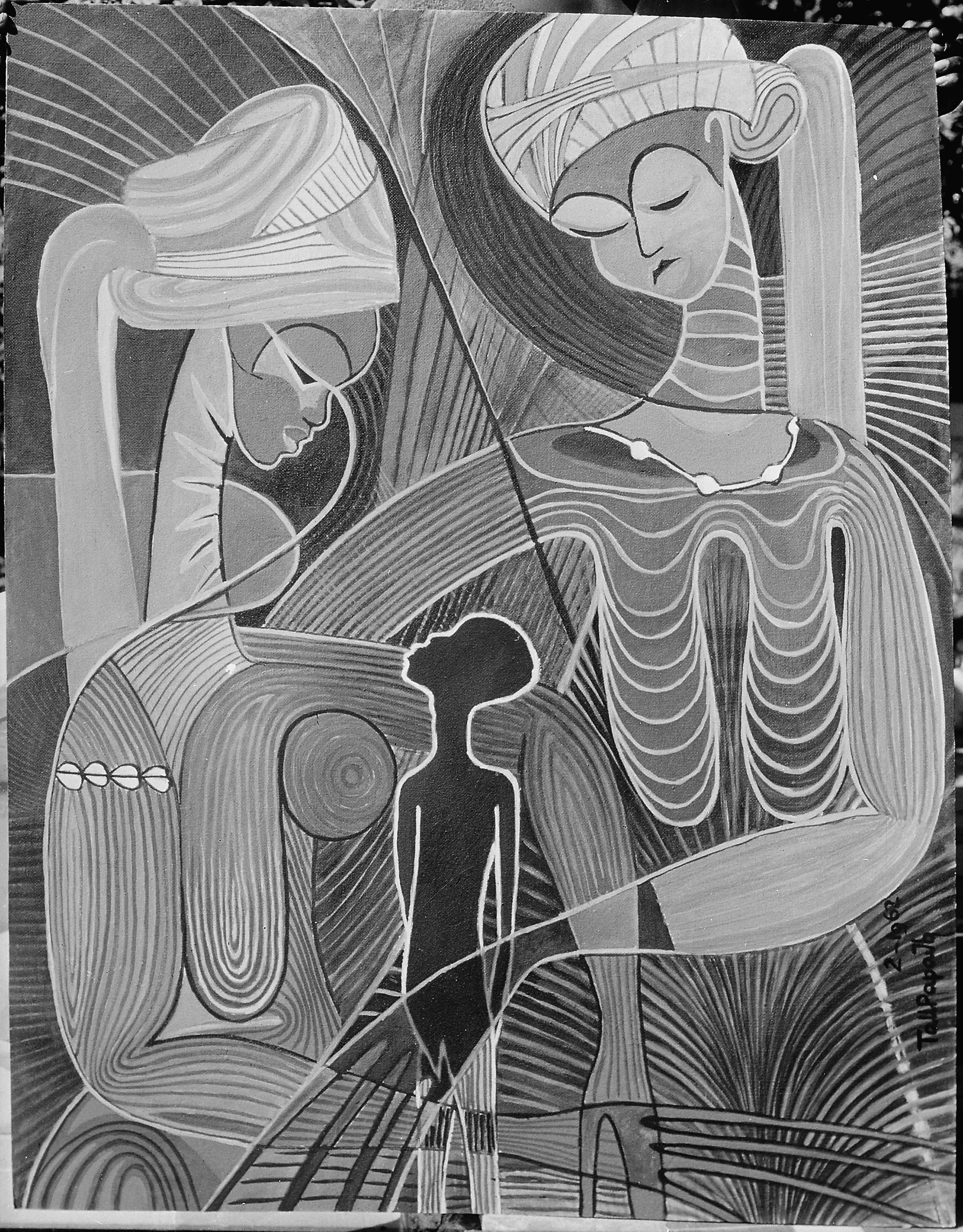
"La Foret aux Souvenirs", 1962.

L'artista è considerato uno dei più importanti protagonisti dell'arte senegalese e dell'arte contemporanea africana e una delle figure centrali nella formazione di una generazione di artisti senegalesi attraverso il suo lavoro all'accademia di Dakar, alla scuola di arte tessile della città di Thiès e di intellettuale.

## Biografia
Papa Ibra Tall nasce nel 1935 a Tivaouane in Senegal. La sua carriera artistica comincia in Senegal nel 1947 con la produzione di tele all'olio sotto la tutela di artisti francesi. A partire dal 1955 studia a Parigi architettura all'Ecole Spéciale d'Architecture et les Beaux-Arts. A Parigi frequenta gli esponenti della négritude e scopre il jazz nero statunitense. Incontra negli Stati Uniti nel 1960 il jazzista John Coltrane e il militante Malcolm X. Tra il 1962 e il 1963 all'Ecole des métiers d'art di Sèvres studia ceramica, serigrafia e arte tessile. Il presidente Senghor apprezza la sua produzione e sostiene la sua carriera. Con l'indipendenza del Senegal rientra definitivamente nel suo paese d'origine e diventa il direttore per l'accademia d'arte di Dakar della Section de Recherches Plastiques Nègres (mentre Iba N'Diaye dirige l'altro settore). Sarà proprio nel settore dell'arte tessile che dirigerà la Manufacture Nationale de Tapisserie di Thiès creata nel 1966 dal presidente Léopold Sédar Senghor. Tra il 1975 e il 1983 collabora con il Ministero della Cultura e nel 1989 diventa direttore delle Manufactures Sénégalaises des Arts Décoratifs.

## Attività
Papa Ibra Tall è un artista e curatore. Come spiega Elizabeth Harney, l'artista è un grande sostenitore delle idee della négritude e nella formazione degli artisti insiste nell'uso di elementi africani "identificabili" e nel sostenere la creatività artistica naturale evitando di fornire un percorso di istruzione troppo formale che avrebbe bloccato l'espressione degli studenti.
Collabora con la casa editrice Présence africaine, diretta da Alioune Diop, illustrando copertine di libri. 
Cura nel 1959 un'esposizione di artisti della dispor a africana che vivono in Europa in occasione del secondo Congresso degli scrittori e degli artisti neri di Roma. Partecipa a grandi esposizioni d'arte e al convegno internazionale Art nègre et Civilisation de l'Universel organizzato nel 1972 a Dakar in occasione dell'esposizione di Pablo Picasso al Museo Dynamique e nel 1978 al convegno dell'International Society for Education Through Art ad Adelaide in Australia.
Le sue opere partecipano alle esposizioni itineranti di arte senegalese organizzate in Europa, Asia e America tra il 1974 e il 1991.

### Esposizioni
- VIII Biennale d'arte di San Paolo, Brasile, 1965.
- Festival Mondial des Arts Nègres, Dakar, 1966.
- Festival panafricano di Algeri, 1969.
- Salon des artistes plasticiens sénégalais, Musée Dynamique, Dakar, 1973.
- Dessins de Papa Ibra Tall,  Galleria nazionale d'arte di Dakar, 1991.
- LV Biennale d'arte di Venezia, Italia, 2013.

## Riconoscimenti
Papa Ibra Tall ha ricevuto numerose onorificenze come la commandeur des Palmes Académiques de la République du Sénégal, cavaliere dell'ordine di Rio Branco in Brasile e cittadinanza onorifica della città di New Orleans e della città di Atlanta negli Stati Uniti.